# Kristang
Le Kristang ou Papia(h) kristang (littéralement « parle kristang »), est une langue créole à base lexicale portugaise parlée à Malacca, en Malaisie, Singapour, et Perth mais il y a aussi des petites diasporas en Kuala Lumpur et quelques autre parts de Malaisie. 
Ses interlocuteurs principaux sont les "Jenti Kristang" (en Français, "Peuple Kristang" ou "les gens Kristang", en anglais, "Kristang people" ), ou "Serani", comme certains d'entre eux s'appellent depuis la fin des années 80 jusqu'aux années 90, à cause de l'Opération Spectrum, un procès truqué à grand spectacle organisé par le régime singapourien contre le marxisme et les minorités ethniques. Le peuple Kristang provient de matissage entre malais et européens, principalement portugais, mais aussi néerlandais, britanniques, arméniens, français, espagnols, et quelques autres pays d’Europe orientale et de la Scandinavie. 
Le nom "Kristang" est venu du mot portugais cristão (« chrétien » en portugais). Il est aussi connu sous les noms de Portugis di Melaka (« portugais de Malacca »), linggu mai (« langue maternelle »), "Portugis" (Portugais), Bahasa Kristang ou Bahasa Serani ("La langue du peuple Kristang/peuple Serani en Malais (langue)") ou aussi simplement Papia(h) (« parler »).
Il n'y a pas un système d'écriture standardisé pour la langue Kristang, car c'est une langue majoritairement transmise oralement, passée d'une génération à la suivante. Divers systèmes d'écritures coexistent, utilisés selon les préférences des locuteurs.
En 2010, le kristang est classé dans l'Atlas UNESCO des langues en danger dans le monde en tant que langue « gravement menacée », ne comptant alors que 2 150 interlocuteurs. En 2016, une entreprise citoyenne qui s'appelle Kodrah Kristang (en Français, "Kristang se réveille"), fondée par Kevin Martens Wong, un locuteur natif de cette langue, est créé par Kevin pour revitaliser la langue Kristang. Dans cette organisation, il enseigne le Kristang aux élèves adultes.
Depuis, la langue Kristang et sa communauté se sont renforcés. Un dictionnaire Kristang-Anglais a été publié et  est régulièrement mise à jour par Kevin Martens Wong, sur le site merlionsman.com .

## Système d'écriture
Contrairement à d'autres créoles, comme par exemple le Créole Haïtien, le Kristang n'a pas d'orthographe standard.
Trois grands système se font concurence, l'un basé sur le portugais, très utilisé en Malaisie, le second sur l'anglais, et le troisième sur une prononciation phonétique (une lettre = un son) de la langue, par exemple, le mot pour "cœur", dans ce système, est écrit comme "Korasang", ou "Korsang", dépendant du locuteur. Le mot en Portugais est écrit Coração, prononcé comme (kˌuɾɐsˈɐ̃͡ũ) (voir le API).
Voici ci-dessous quelques exemples de phrases communes écrites dans ce dernier système.
- Yo amor kung bos. (Je t'aime)
- Bos logu bai na skola? (Tu vais aller à l'école?)
- Ki bos sta fazeh? (Qu'est-ce que tu fais?)
- Ki bos ta fazeh agora? (Qu'est-ce que tu fais maintenant?)
- Onti bos ja fazeh ki? (Qu'est-ce que tu as fait hier?)